# 平正衡
平正衡（？—？），是平安時代中期的武將、平氏中的伊勢平氏當主，也是著名武將、公卿、政治家平清盛的曾祖父。

## 生平
平正衡父祖輩一直在伊勢國活動，承保二年（1075年）與天台宗僧人良心合謀在桑名郡東寺的分寺多度神宮寺押妨莊園。朝廷裁定此行為並沒有問題，這視為平正衡在伊勢有活躍的軍事行動。
另一方面，他也出仕藤原師實，參與了京都附近的治安。承曆三年（1079年）延曆寺的僧兵在強訴時，他與兄長平季衡及源賴綱負責防衛京都。
康和元年（1099年）任職出羽守後，史籍再無他的紀錄。